# Ennio Morricone

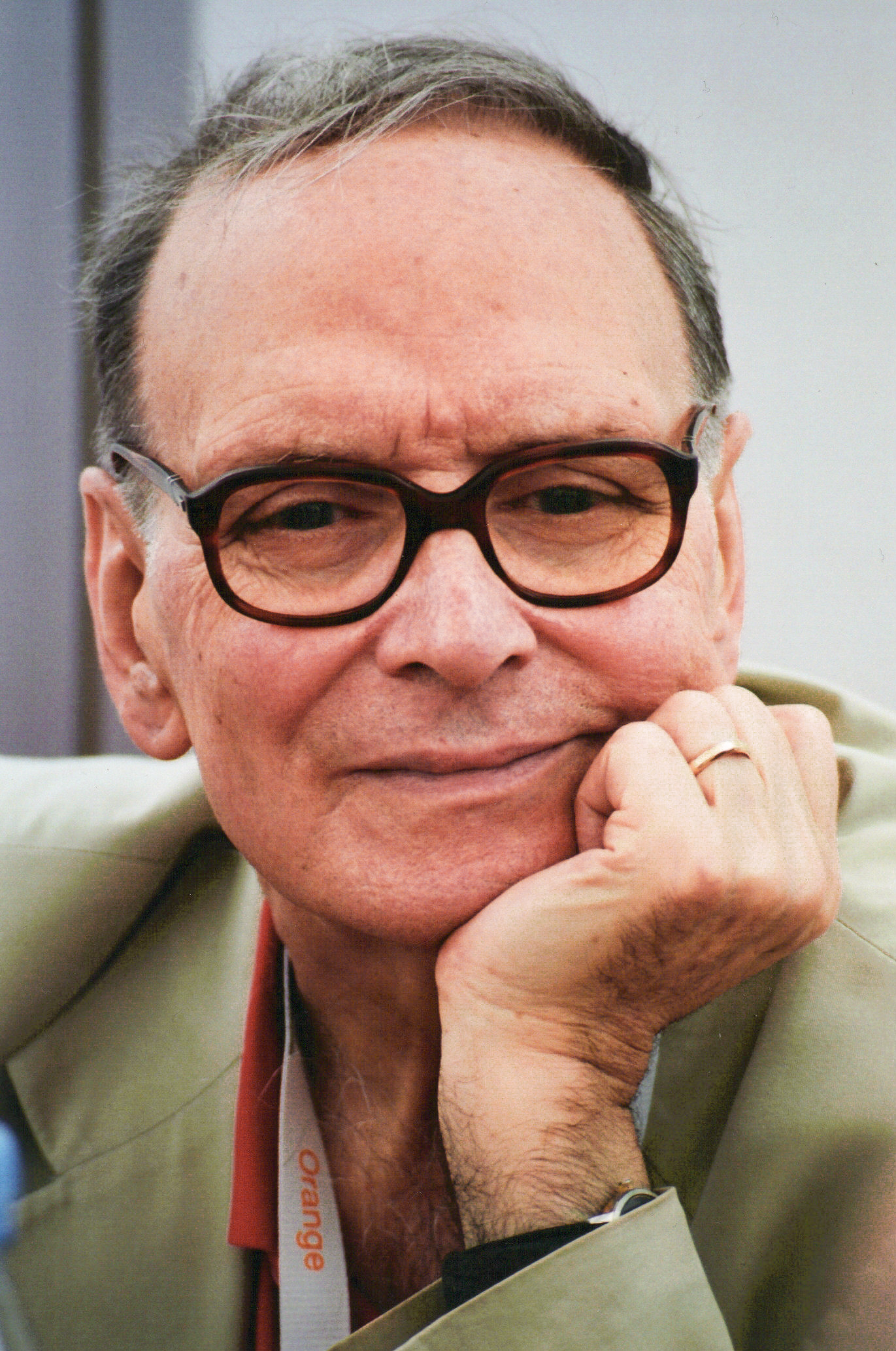
Ennio Morricone (2007)

Ennio Morricone (* 10. November 1928 in Rom; † 6. Juli 2020 ebenda) war ein italienischer Komponist, Dirigent und Oscarpreisträger. Er arbeitete auch unter den Pseudonymen Dan Savio und Leo Nichols und komponierte die Musik für mehr als 500 Filme.
Weil er die Filmmusik für zahlreiche Italowestern schrieb, wird sein Name vornehmlich mit diesem Filmgenre in Verbindung gebracht. Besonders bekannt sind seine Filmmusiken zum Italowestern-Klassiker Zwei glorreiche Halunken, zum Western-Epos Spiel mir das Lied vom Tod, zu Roland Joffés Drama Mission und zu Giuseppe Tornatores Film Cinema Paradiso. Morricone erhielt 2007 den Oscar für sein Lebenswerk sowie 2016 einen weiteren für die Musik zum Film The Hateful Eight.
Auch für andere Genres komponierte Morricone, beeinflusst von den Arbeiten der Komponisten Pierre Boulez, Karlheinz Stockhausen und John Cage. Sein Werk wird heute zudem unter Aspekten der Aleatorik betrachtet.

## Leben
Morricone studierte am Konservatorium von Santa Cecilia Trompete und Chormusik und erhielt 1946 sein Konzertdiplom als Trompeter. Ein Jahr später folgte ein erstes Engagement als Theaterkomponist. 1953 begann er mit der Gestaltung des Abendprogramms eines italienischen Rundfunksenders. Für seine Ausbildung als Komponist am Konservatorium, die er 1954 mit einem Diplom abschloss, zeichnete Goffredo Petrassi verantwortlich. Er etablierte sich ab Mitte der 1950er Jahre mit Kammermusik- und Orchesterwerken in der musikalischen Avantgarde seines Landes; 1958 besuchte er die Internationalen Ferienkurse für Neue Musik in Darmstadt. Im selben Jahr unterschrieb Morricone einen Arbeitsvertrag als Musikassistent bei der staatlichen Rundfunkanstalt Radiotelevisione Italiana, wo er als Arrangeur tätig wurde. Auch für zahlreiche Schallplattenaufnahmen im Genre Pop (beispielsweise für Gino Paoli und Mina) schrieb er Arrangements und leitete Band und Orchester.
Morricone komponierte 1961 seine erste Filmmusik für Luciano Salces Il Federale, doch ließ der internationale Erfolg noch einige Jahre auf sich warten. 1964 begann er seine erfolgreiche Zusammenarbeit mit Sergio Leone (die beiden waren in derselben Schulklasse gewesen) und Bernardo Bertolucci. In dieser Zeit schrieb er unter anderem die Musik für Leones Filme Für eine Handvoll Dollar, Zwei glorreiche Halunken und Spiel mir das Lied vom Tod. Morricones Kompositionen unterschieden sich stark von den traditionellen symphonischen Western-Soundtracks aus Hollywood und wirkten durch ihre ungewöhnlichen Soundelemente (Maultrommeln, Pfiffe, Schreie, Kojotengeheul, Eulenrufe, Glocken, Spieluhren, Peitschenknallen, Schläge auf einen Amboss etc.) stilbildend und innovativ. Mit einigen seiner Kompositionen konnte der Komponist sogar Hitparadenerfolge verbuchen. Im Genre des Italo-Westerns orientierten sich zahlreiche Komponisten an dem von Morricone entwickelten Stil.

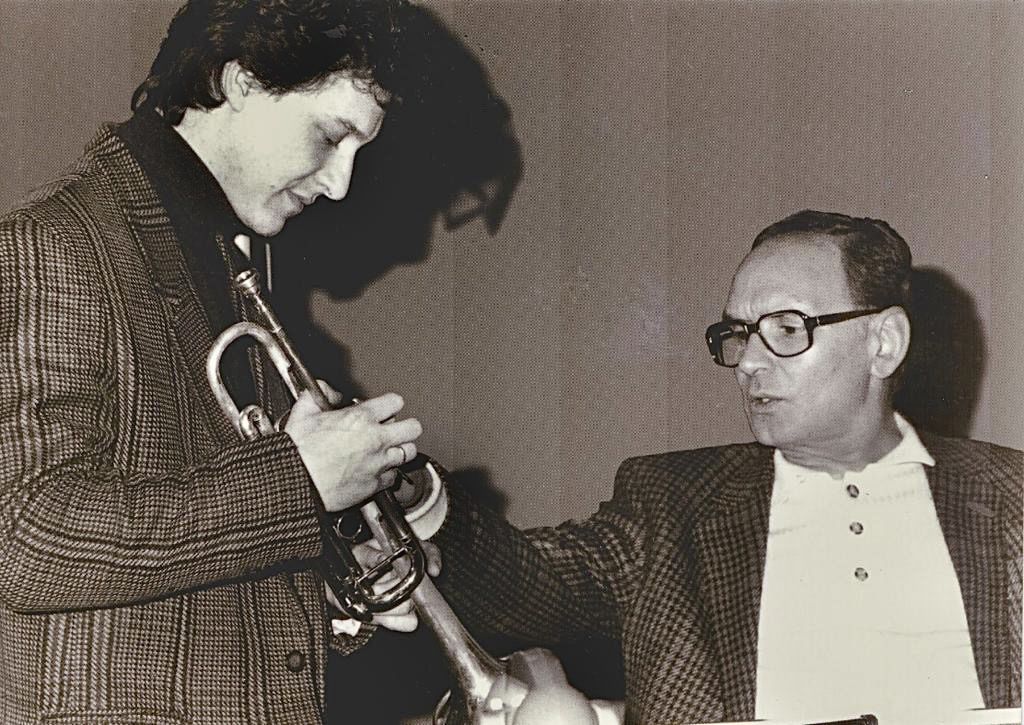
Mauro Maur und Ennio Morricone (1970er Jahre)

Ab Mitte der 1960er Jahre komponierte Morricone jedes Jahr die Filmmusik für etwa 15 Filme. Außerdem spielte er von 1964 bis in die 1970er Jahre im von Franco Evangelisti initiierten Improvisationsensemble Gruppo di Improvvisazione Nuova Consonanza. Zusammen mit anderen Komponisten gründete Morricone 1984 in Rom das I.R.TE.M, eine Forschungsanstalt für musikalisches Theater.
In mehr als vierzig Jahren künstlerischen Schaffens schrieb Morricone über 500 Filmmusiken und arbeitete dabei mit namhaften italienischen und internationalen Regisseuren zusammen. Er dirigierte eine große Anzahl von Orchestern, wobei er für zahlreiche Konzerte sowie Filmmusikaufnahmen mit dem Roma Sinfonietta Orchestra zusammenarbeitete. Mit diesem Ensemble gab Morricone am 2. Februar 2007 auch ein Ehrenkonzert zum Amtsantritt des Generalsekretärs der Vereinten Nationen, Ban Ki-moon.
Neben Film- und Bühnenmusik schrieb er auch weiterhin Kammermusik für Solisten (Gitarre, Klavier, Violine, Cello) und diverse Formationen (Trio, Quintett, Sextett, Piano und Instrumente, Gesang und Instrumente, Chöre etc.) sowie Kantaten und Messen:
- Missa Papae Francisci (2015)[4]
- Partenope (eine Oper mit einem Libretto von Guido Barbieri und Sandro Cappelletto) (1996)[5]
- Ut (1992)
- Cantata per l’Europa (1988)
- Cantata Frammenti di Eros (1985)
- Gestazione (1980)
- Requiem per un Destino (1966)
- Sestetto (1955)

## Familie und Persönliches
Seine Frau Maria Travia lernte er 1950 kennen; sie heirateten 1956 und wohnten in Italien. Seine Frau unterstützte ihn bei seiner Arbeit; so schrieb sie ergänzende Texte zu seinen Musikstücken zum Film The Mission, die auch lateinische Texte enthalten. Sie haben drei Söhne und eine Tochter:
- Marco (* 1957)
- Alessandra (* 1961)
- Andrea (* 1964), Dirigent und Filmkomponist, komponierte mit seinem Vater die Musik zu Cinema Paradiso
- Giovanni (* 1966), in New York lebender Filmemacher

Bei der Verleihung des Ehrenoscars 2007 sprach Clint Eastwood die Laudatio. Er übersetzte Morricones auf Italienisch gehaltene Dankesworte, da Morricone nicht fließend Englisch sprach; aus ihrer langjährigen Zusammenarbeit in vielen Filmen war eine enge Freundschaft entstanden.

## Tod
Morricone starb am 6. Juli 2020 im Alter von 91 Jahren in der Universitätsklinik Campus Bio-Medico in Rom an den Folgen eines Oberschenkelhalsbruchs, den er sich einige Tage zuvor bei einem Sturz zugezogen hatte. Sein Tod rief ein starkes öffentliches Echo hervor, wobei er häufig als der bekannteste Komponist der Filmgeschichte bezeichnet wurde. Er wurde auf dem Laurentino-Friedhof im Südosten von Rom in Castel di Decima beigesetzt.
2021 wurde das Grab auf den Friedhof Campo Verano verlegt.

## Werk

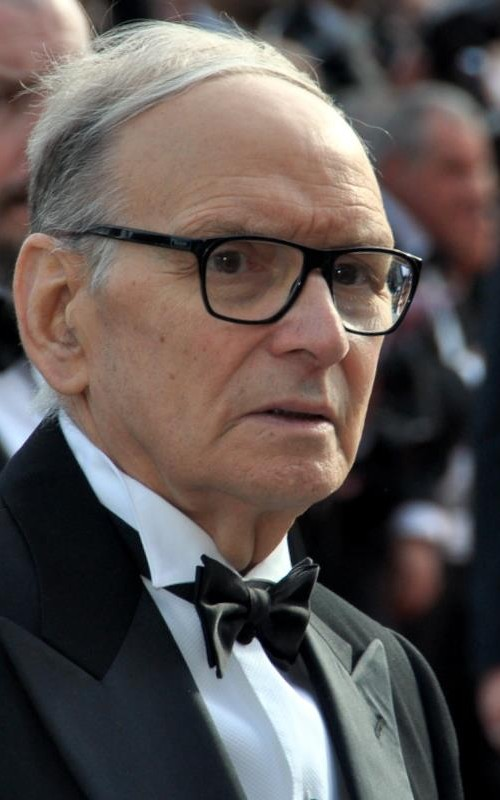
Morricone bei den Filmfestspielen von Cannes 2012

Morricone trug mit seiner Musik wesentlich zum Welterfolg der Leone-Western bei, die heute Kultfilme sind, wie zum Beispiel Spiel mir das Lied vom Tod. Leone bekannte einmal, dass Morricone für ihn mehr ein Drehbuchautor sei als ein Komponist, denn durch die Musik könne er etwas mitteilen, was er sonst hätte zeigen müssen. Und vom Komponisten ist überliefert:

„Filmmusik braucht Raum, um sich entfalten zu können. Der Film muss der Musik Zeit geben, um sich zu entwickeln.“

## Auszeichnungen
Oscars (Academy Awards)
- 1979: nominiert für In der Glut des Südens (Days of Heaven)
- 1987: nominiert für Mission (The Mission)
- 1988: nominiert für The Untouchables – Die Unbestechlichen (The Untouchables)
- 1992: nominiert für Bugsy (Bugsy)
- 2001: nominiert für Der Zauber von Malèna (Malèna)
- 2007: Ehrenoscar (Honorary Award) für sein Lebenswerk, da er maßgeblich die Geschichte der Filmmelodien geprägt hat; überreicht von Clint Eastwood
- 2016: gewonnen für The Hateful Eight

Golden Globes
- 1982: nominiert für Butterfly (Bester Song) It’s Wrong For Me To Love You (zusammen mit Carol Connors)
- 1985: nominiert für Es war einmal in Amerika (Beste Filmmusik)
- 1987: gewonnen für Mission (Beste Filmmusik)
- 1988: nominiert für The Untouchables – Die Unbestechlichen (Beste Filmmusik)
- 1990: nominiert für Die Verdammten des Krieges (Beste Filmmusik)
- 1992: nominiert für Bugsy (Beste Filmmusik)
- 2000: gewonnen für Die Legende vom Ozeanpianisten (Beste Filmmusik)
- 2001: nominiert für Der Zauber von Malèna (Beste Filmmusik)
- 2016: gewonnen für The Hateful Eight (Beste Filmmusik)

Goldene Himbeere
- 1983: nominiert für Butterfly (Schlechtester Song) It’s Wrong For Me To Love You (zusammen mit Carol Connors)
- 1983: nominiert für Butterfly (Schlechteste Filmmusik)
- 1983: nominiert für Das Ding aus einer anderen Welt (Schlechteste Filmmusik)

BAFTA Award
- 1980: gewonnen für In der Glut des Südens
- 1985: gewonnen für Es war einmal in Amerika
- 1987: gewonnen für Mission
- 1988: gewonnen für The Untouchables
- 1991: gewonnen für Cinema Paradiso
- 2016: gewonnen für The Hateful Eight

David di Donatello
- 1988: gewonnen für Brille mit Goldrand
- 1989: gewonnen für Cinema Paradiso
- 1991: gewonnen für Allen geht’s gut
- 1993: gewonnen für Jona che visse nella balena
- 1996: nominiert für Der Mann, der die Sterne macht
- 1999: gewonnen für Die Legende vom Ozeanpianisten
- 2000: gewonnen für Canone inverso – Making Love
- 2001: nominiert für Der Zauber von Malèna
- 2007: gewonnen für Die Unbekannte
- 2010: gewonnen für Baarìa
- 2013: gewonnen für La migliore offerta

Grammy
- 1987: gewonnen für The Untouchables – Die Unbestechlichen
- 1995: nominiert für Wolf – Das Tier im Manne
- 1997: nominiert für Der Mann, der die Sterne macht
- 1999: nominiert für Bulworth
- 2014: ausgezeichnet mit dem Grammy Trustees Award für sein Lebenswerk
- 2017: nominiert für The Hateful Eight

ASCAP Award
- 1988: gewonnen für The Untouchables
- 1994: gewonnen für In the Line of Fire – Die zweite Chance
- 1994: Preis für sein Lebenswerk
- 1995: gewonnen für Wolf – Das Tier im Manne

Nastro d’Argento für die beste Filmmusik (Nastro d’Argento/Migliore colonna sonora)
- 1965 für Für eine Handvoll Dollar
- 1970 für Metti, una sera a cena
- 1972 für Sacco e Vanzetti
- 1985 für Es war einmal in Amerika
- 1988 für The Untouchables – Die Unbestechlichen
- 2000 für Canone inverso
- 2001 für Der Zauber von Malèna
- 2007 für Die Unbekannte
- 2013 für The Best Offer – Das höchste Gebot

Weitere Auszeichnungen

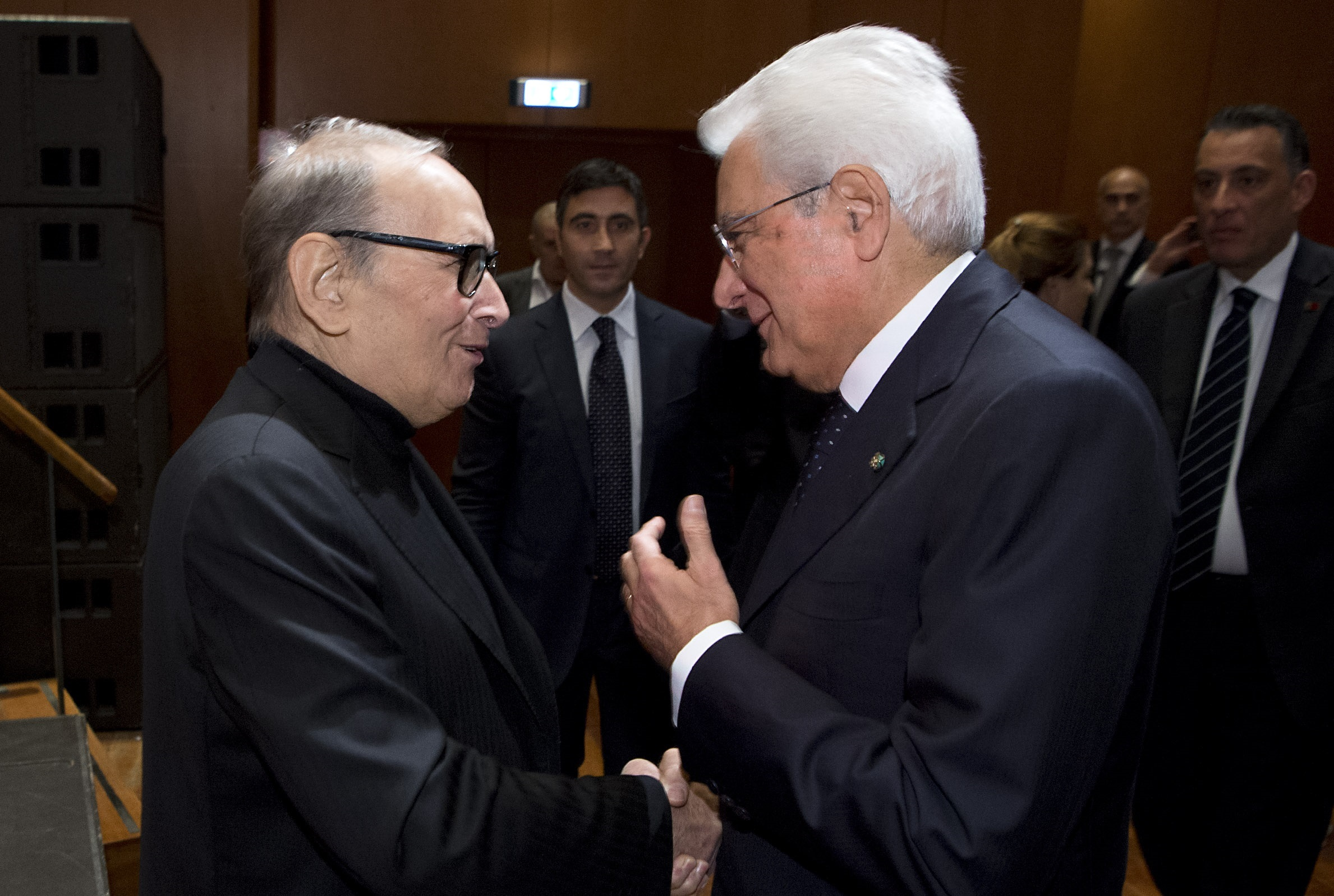
Ennio Morricone mit dem Italienischen Staatspräsidenten Sergio Mattarella im Auditorium Parco della Musica in Rom, 2016

- 1988 konnte er den Preis für sein Lebenswerk der London Critics Circle Film Awards entgegennehmen.
- 1989 folgte der Preis für sein Lebenswerk vom Locarno Film Festival.
- 1994 wurde Morricone vom ASCAP Film and Television Music Awards für sein Lebenswerk geehrt.
- 1995 erhielt er den Goldenen Löwen für sein Gesamtschaffen der Internationalen Filmfestspiele von Venedig.
- 1999 erhielt er den Erich-Wolfgang-Korngold-Preis.
- 1999 bekam er den Europäischen Filmpreis für sein Lebenswerk.
- 2000 konnte er den Preis für sein herausragendes Lebenswerk von der renommierten Kritikervereinigung National Board of Review entgegennehmen.
- 2001 bekam er den Preis der Los Angeles Film Critics Association für sein herausragendes Lebenswerk.
- 2002 gewann er den Kunstpreis des Taormina Festivals.
- Seine Filmmusik zu Mission schaffte es auf Rang 23 in der vom American Film Institute entworfenen Liste der 25 größten Filmmusiken aus 100 Jahren.
- Am 18. November 2003 wurde Morricone zum Ehrensenator der Musikhochschule München ernannt. Die Laudatio wurde von Enjott Schneider gehalten.[11]
- 2007 wurde der Asteroid (152188) Morricone nach ihm benannt.
- 2010 erhielt Morricone den schwedischen Polar Music Prize.[12]
- 2013 wurde Morricone für seine Musik zu dem Film The Best Offer – Das höchste Gebot von Giuseppe Tornatore mit dem Europäischen Filmpreis ausgezeichnet.[13]
- 2016 erhielt Morricone den Critics’ Choice Movie Award und zahlreiche weitere Kritikerpreise für die Filmmusik zu The Hateful Eight.
- 2019 erhielt er die Goldene Pontifikatsmedaille von Papst Franziskus, überreicht durch Kardinal Gianfranco Ravasi.[14]
- 2019 wurde ihm der Orden der Aufgehenden Sonne, 4. Klasse verliehen.[15]
- 2020 erhielt Morricone den Prinzessin-von-Asturien-Preis in der Sparte Kunst (gemeinsam mit John Williams).[16]

Darüber hinaus wurde er 2017 mit dem Großkreuz, der höchsten Stufe des Verdienstordens der Italienischen Republik, ausgezeichnet und in die Ehrenlegion aufgenommen.
2016 wurde er mit einem Stern auf dem Hollywood Walk of Fame geehrt.

## Wirkung

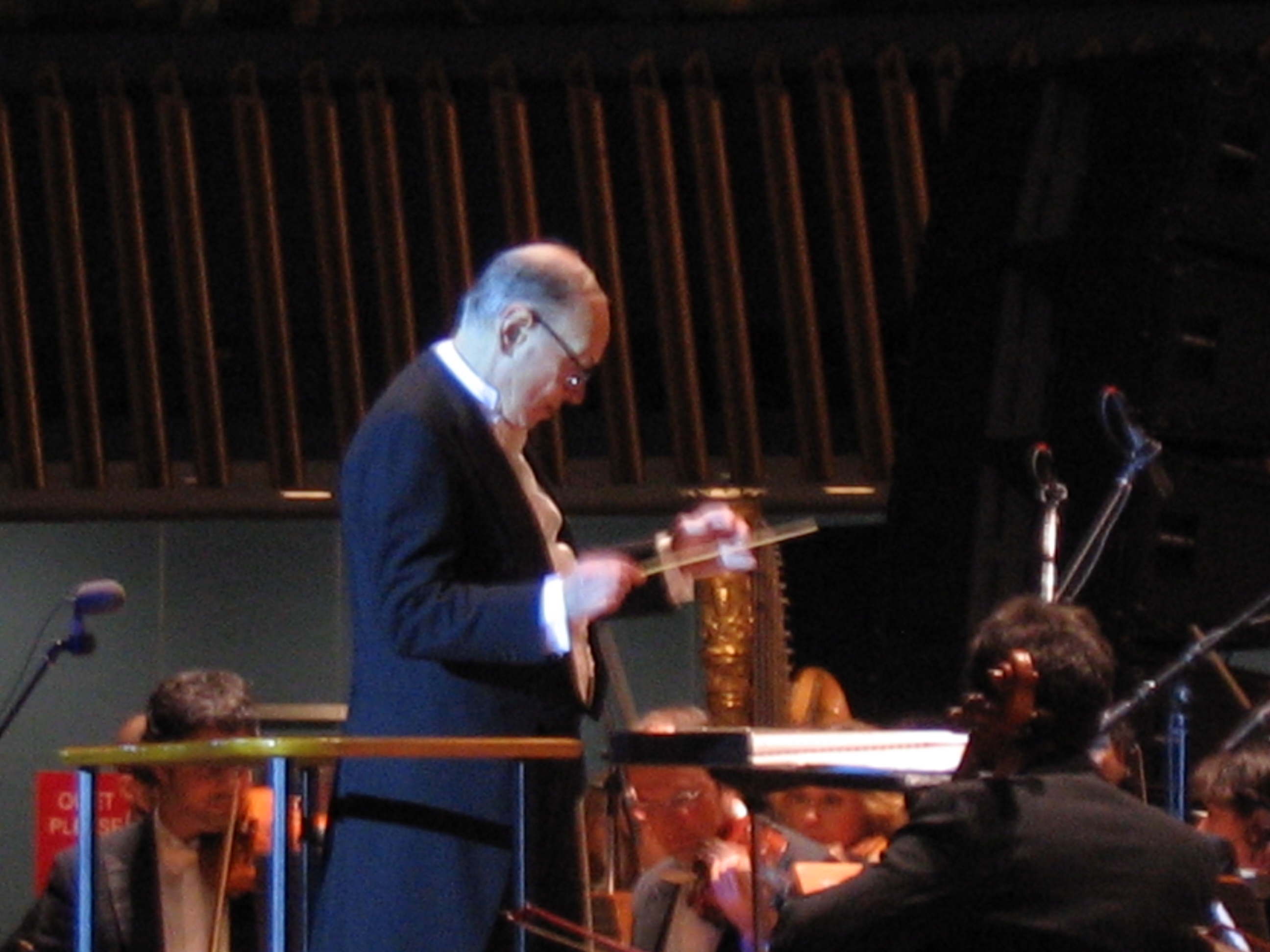
Morricone im UN-Hauptquartier (2007)

Weltweit wurden mehr als 50 Millionen Alben von Morricone verkauft. Seine Kompositionen wurden teilweise in andere Genres übertragen:
- John Zorn veröffentlichte 1986 das Album The Big Gundown, auf dem bekannte Stücke Morricones eigenwillig bearbeitet wurden.
- Morricones Komposition The Ecstasy of Gold aus dem Film Zwei glorreiche Halunken eröffnet seit 1983 jedes Konzert der Band Metallica. Ähnlich handhabten es Motörhead wie auch die Ramones mit der Titelmelodie des Films, letztere etwa am Beginn ihres Konzertalbums Loco Live.
- Der US-amerikanische Regisseur Quentin Tarantino verwendete Morricone-Titel für einige seiner Filme. In Kill Bill Vol. 1 und 2 wurden Titel verwendet, die unter anderem aus Zwei glorreiche Halunken, Navajo Joe und Death Rides a Horse stammen. Gleiches tat Tarantino 2009 im Film Inglourious Basterds, in dem Stücke aus Der Gehetzte der Sierra Madre, Ringo kommt zurück und Die gefürchteten Zwei verwendet wurden, um dem Film einen Western-Anstrich zu verleihen, obwohl er während des Zweiten Weltkriegs spielt. Für Django Unchained kam schließlich neben Kompositionen aus früheren Werken auch ein eigens für diesen Film komponiertes Lied in den Soundtrack.[19]
 Für den Film The Hateful Eight (2015) ließ Tarantino die gesamte Filmmusik vom zur Produktionszeit 86-jährigen Morricone komponieren.
- 2007 wurde Morricone zu Ehren das Album We All Love Ennio Morricone mit Coversongs veröffentlicht, auf dem Künstler wie Metallica, Andrea Bocelli, Roger Waters, Quincy Jones, Daniela Mercury, Bruce Springsteen, Eumir Deodato oder Herbie Hancock die bekanntesten seiner Stücke neu interpretieren. Der Text von I Knew I Loved You ist eigens für die CD entstanden und von Alan Bergman und seiner Frau Marilyn Bergman geschrieben worden. Gesungen wurde der Titel von Céline Dion zur Titelmelodie von Es war einmal in Amerika.
- Die amerikanische experimentelle Rockband The Mars Volta spielte bei jedem ihrer Konzerte als Einlaufmusik ein Instrumental aus Für eine Handvoll Dollar.
- Das Streicherkollektiv Triology spielte 1999 ein Album (Triology Plays Ennio Morricone) mit arrangierten Stücken Morricones ein.
- Die deutsche Rockband Dezperadoz verwendet auf ihrem ersten Album Dawn of Dying (2002) das Stück Man with a Harmonica aus Spiel mir das Lied vom Tod als Intro.
- Im Jahr 2003 entstand die CD For a Few Guitars More mit Gitarrenversionen von Morricones Soundtracks.
- Danger Mouse und Daniele Luppi veröffentlichten im Jahr 2011 das Album Rome, das als Hommage an die Italo-Western-Soundtracks von Ennio Morricone konzipiert ist.
- 2011 spielte Ennio Morricone gemeinsam mit der Sängerin Hayley Westenra das Album Paradiso neu ein.
- Morricone war mit dem italienischen bildenden Künstler Giovanni Manfredini befreundet und hat dessen Kircheninstallationen 2010 in Santa Maria del Popolo in Rom und 2015 in der Chiesa Madonna dell’Orto anlässlich der Biennale in Venedig musikalisch begleitet.[20]
- Giuseppe Tornatores Dokumentarfilm Ennio über Ennio Morricone wurde im September 2021 bei den 78. Internationalen Filmfestspielen von Venedig gezeigt.

## Filmmusik (Auswahl)
- 1961: Alla scoperta dell’America[21]
- 1961: Verrò (Kurzfilm)
- 1961: Vicino al ciel (Kurzfilm)
- 1961: Zwei in einem Stiefel (Il federale)
- 1962: Diciottenni al sole
- 1962: I motorizzati
- 1962: La cuccagna
- 1962: La voglia matta
- 1963: Die Basilisken (I basilischi)
- 1963: Drei gegen Sacramento (Gringo)
- 1964: Für eine Handvoll Dollar (Per un pugno di Dollari)
- 1964: Die letzten Zwei vom Rio Bravo (Le pistole non discutono)
- 1964: Volles Herz und leere Taschen (…e la donna creò l’uomo)
- 1964: Vor der Revolution (Prima della rivoluzione)
- 1965: Für ein paar Dollar mehr (Per qualche Dollaro in più)
- 1965: Mit der Faust in der Tasche (I pugni in tasca)
- 1965: Eine Pistole für Ringo (Una pistola per Ringo)
- 1965: Ringo kommt zurück (Il ritorno di Ringo)
- 1966: Die 7 Pistolen des McGregor (7 pistole per i MacGregor)
- 1966: Agent 505 – Todesfalle Beirut
- 1966: Die Bibel (La bibbia) (nicht verwendet)
- 1966: Eine Flut von Dollars (Un fiume di dollari)
- 1966: Das gewisse Etwas der Frauen (Come imparai ad amare le donne)
- 1966: Die Grausamen (I crudeli)
- 1966: Kopfgeld: Ein Dollar (Navajo Joe)
- 1966: Schlacht um Algier (La battaglia di Algeri)
- 1966: Töte Amigo (Quien sabe?)
- 1966: Zwei glorreiche Halunken (Il buono, il brutto, il cattivo)
- 1966: Matchless (Matchless), mit Gino Marinuzzi jr.
- 1967: Der Gehetzte der Sierra Madre (La resa dei conti)
- 1967: Ich komme vom Ende der Welt (L’avventuriero)
- 1967: Eine Kugel für Mac Gregor (7 donne per i Mac Gregor)
- 1967: Das Mädchen und der General (La ragazza e il generale)
- 1967: Operation „Kleiner Bruder“ (O. K. Connery)
- 1967: San Sebastian (La bataille de San Sebastian)
- 1967: Top Job (Ad ogni costo)
- 1967: … und morgen fahrt ihr zur Hölle (Dalle Ardenne all’inferno)
- 1967: Von Angesicht zu Angesicht (Faccia a faccia)
- 1967: Von Mann zu Mann (Die Rechnung wird mit Blei bezahlt) (Da uomo a uomo)
- 1968: Danke, Tante (Grazie zia)
- 1968: Escalation
- 1968: Gefahr: Diabolik! (Diabolik)
- 1968: Die gefürchteten Zwei (Il mercenario)
- 1968: Leichen pflastern seinen Weg (Il grande Silenzio)
- 1968: Partner
- 1968: Spiel mir das Lied vom Tod (C’era una volta il West)
- 1968: Teorema – Geometrie der Liebe (Teorema)
- 1968: Tepepa
- 1968: Die Unschlagbaren (Gli intoccabili)
- 1968: Das verfluchte Haus (Un tranquillo posto di campagna)
- 1969: Der Clan der Sizilianer (Le clan des Siciliens)
- 1969: Die im Dreck krepieren (Dio e con noi)
- 1969: Die fünf Gefürchteten (Un esercito di cinque uomini)
- 1969: Ein heißer November (Un bellissimo novembre)
- 1969: Metti, una sera a cena
- 1969: Die Nonne von Monza (La monaca di Monza)
- 1969: Queimada – Insel des Schreckens (Queimada)
- 1969: Das rote Zelt (Krasnaya palatka)
- 1970: Als die Frauen noch Schwänze hatten (Quando le donne avevano la coda)
- 1970: Brutale Stadt (Città violenta)
- 1970: I cannibali
- 1970: La Califfa
- 1970: Ermittlungen gegen einen über jeden Verdacht erhabenen Bürger (Indagine su un cittadino al di sopra di ogni sospetto)
- 1970: Frauen bis zum Wahnsinn gequält (Le foto proibite di una signora per bene)
- 1970: Ein Fressen für die Geier (Two Mules for Sister Sara)
- 1970: Das Geheimnis der schwarzen Handschuhe (L'uccello dalle piume di cristallo)
- 1970: Laßt uns töten, Companeros (Vamos a matar, compañeros)
- 1970: Das Wespennest (Hornets’ Nest)
- 1971: Der Coup (Le Casse)
- 1971: Decameron (Il Decameron)
- 1971: Maddalena
- 1971: Neun im Fadenkreuz (Sans mobile apparent)
- 1971: Die neunschwänzige Katze (Il gatto a nove code)
- 1971: Sacco und Vanzetti (Sacco e Vanzetti)
- 1971: Todesmelodie (Giù la testa)
- 1971: Vier Fliegen auf grauem Samt (Quattro mosche di velluto grigio)
- 1971: Der Weg der Arbeiterklasse ins Paradies (La classe operaia va in paradiso)
- 1972: Ein achtbarer Mann (Un uomo da rispettare)
- 1972: Amigos (… e per tetto un cielo di stelle)
- 1972: Das Attentat (L’attentat)
- 1972: Bete, Amigo! (Che c’entriamo noi con la rivoluzione?)
- 1972: Blaubart (Barbe bleu)
- 1972: The Child – Die Stadt wird zum Alptraum (Chi l’ha vista morire?)
- 1972: Ein Einsamer kehrt zurück (El retorno de Clint el Solitario)
- 1972: Das Geheimnis der grünen Stecknadel (Cosa avete fatto a Solange?)
- 1972: Gewalt – die fünfte Macht im Staat (La violenza: quinto potere)
- 1972: Pasolinis tolldreiste Geschichten (I racconti di Canterbury)
- 1972: Providenza! – Mausefalle für zwei schräge Vögel (La vita a volte è molto dura, vero Provvidenza?)
- 1972: Die rote Sonne der Rache (La banda J.S.: cronaca criminale del Far West)
- 1973: Ci risiamo, vero Provvidenza?
- 1973: Mein Name ist Nobody (Il mio nome è Nessuno)
- 1973: Die Schlange (Le Serpent)
- 1973: Die perfekte Erpressung (Revolver)
- 1974: Allonsanfan (Allonsanfàn)
- 1974: Der Berserker (Milano odia: la polizia non può sparare)
- 1974: Erotische Geschichten aus 1001 Nacht (Il fiore delle mille e una notte)
- 1974: Moses (Mosè) (Fernseh-Miniserie)
- 1974: Mussolini – Die letzten Tage (Mussolini – Ultimo atto)
- 1974: Das Netz der tausend Augen (Le secret)
- 1974: Trio Infernal (Le trio infernal)
- 1975: Angst über der Stadt (Peur sur la ville)
- 1975: Die 120 Tage von Sodom (Salò o le 120 giornate di Sodoma)
- 1975: Nobody ist der Größte (Un genio, due compari, un pollo)
- 1975: Der Richter und sein Henker
- 1976: 1900 (Novecento)
- 1976: Die Tatarenwüste (Il deserto dei Tatari)
- 1977: Exorzist II – Der Ketzer (Exorcist II: The Heretic)
- 1977: Orca, der Killerwal (Orca)
- 1977: Wenn du krepierst, lebe ich! (Autostop rosso sangue)
- 1977: Inferno 2000 (Holocaust 2000)
- 1978: Der Aufstieg des Paten (Corleone)
- 1978: Deutschland im Herbst
- 1978: Das Freudenhaus in der Rue Provence (One, Two, Two: 122, rue de Provence)
- 1978: In der Glut des Südens (Days of heaven)
- 1978: Ein Käfig voller Narren (La cage aux folles)
- 1978: Spazio: 1999 (Kompilationsfilm zu Mondbasis Alpha 1)
- 1979: Gestohlene Herzen (Bugie bianche)
- 1979: Blutspur (Bloodline)
- 1979: I wie Ikarus (I comme Icare)
- 1979: La Luna
- 1979: Kampf um die 5. Galaxis (L’umanoide)
- 1980: Der Bandit mit den schwarz-blauen Augen (Il bandito dagli occhi azzurri)
- 1980: Die Bankiersfrau (La banquière)
- 1980: Freibeuter des Todes (The Island)
- 1980: Noch ein Käfig voller Narren (La cage aux folles II)
- 1981: Der ausgeflippte Professor (So fine)
- 1981: Eine Faust geht nach Westen (Occhio alla penna)
- 1981: Der Maulwurf (Espion, lève-toi)
- 1981: Der Profi (Le professionel)
- 1981: Die Tragödie eines lächerlichen Mannes (La tragedia di un uomo ridicolo)
- 1982: Butterfly – Der blonde Schmetterling (Butterfly)
- 1982: Das Ding aus einer anderen Welt (The Thing)
- 1982: Marco Polo (Fernseh-Miniserie)
- 1982: Der weiße Hund von Beverly Hills (White Dog)
- 1983: Der Außenseiter (Le marginal)
- 1983: Copkiller
- 1983: Das Geheimnis der vier Kronjuwelen (El tesoro de las cuatro coronas)
- 1983: Hundra
- 1983: Im Wendekreis des Kreuzes (The Scarlet and the Black) (Fernsehfilm)
- 1983: Der Rammbock (Le Ruffian)
- 1983: Sahara
- 1984: Es war einmal in Amerika (Once Upon a Time in America)
- 1985: Ein Käfig voller Narren – Jetzt wird geheiratet (La cage aux folles III – „Elles“ se marient)
- 1985: Red Sonja
- 1986: Fieber im Herzen (La venexiana)
- 1986: Mission (The Mission)
- 1986–1995: Allein gegen die Mafia (La piovra)
- 1987: Brille mit Goldrand (Gli occhiali d’oro)
- 1987: Farewell Moskau (Mosca addio)
- 1987: Das Geheimnis der Sahara (Il segreto del Sahara) (Fernseh-Miniserie)
- 1987: The Untouchables – Die Unbestechlichen (The Untouchables)
- 1988: Cinema Paradiso (Nuovo cinema paradiso)
- 1988: Frantic
- 1989: Die Schattenmacher (Fat Man and Little Boy)
- 1989: Die Verdammten des Krieges (Casualties of War)
- 1989: Die Verlobten (I promessi sposi) (Fernsehminiserie)
- 1990: Fessle mich! (¡Átame!)
- 1990–1991: Die Fussbroichs (Titelmusik von Mein Name ist Nobody)
- 1990: Hamlet
- 1990: Allen geht’s gut (Stanno tutti bene)
- 1990: Im Vorhof der Hölle (State of Grace)
- 1991: Bugsy
- 1991: Ilona und Kurti
- 1993: Die Bibel – Abraham (Abraham)
- 1993: In the Line of Fire – Die zweite Chance (In the Line of Fire)
- 1994: Die Bibel – Genesis (Genesi – La Creazione e il diluvio)
- 1994: Die Bibel – Jakob (Jacob)
- 1994: Enthüllung (Disclosure)
- 1994: Perfect Love Affair (Love Affair)
- 1994: Wolf – Das Tier im Manne (Wolf)
- 1995: Die Bibel – Josef (Joseph)
- 1995: Erklärt Pereira (Sostiene Pereira)
- 1995: Der Mann, der die Sterne macht (L’uomo delle stelle)
- 1995: Who Killed Pasolini? (Pasolini, un delitto italiano)
- 1996: Die Bibel – Moses (Moses)
- 1996: Die Bibel – Samson und Delila (Samson and Delilah)
- 1996: The Stendhal Syndrome (La sindrome di Stendhal)
- 1997: Lolita
- 1997: U-Turn – Kein Weg zurück (U-Turn)
- 1998: Bulworth
- 1998: Das Phantom der Oper (Il fantasma dell’opera)
- 1999: Die Legende vom Ozeanpianisten (La leggenda del pianista sull’Oceano)
- 2000: Mission to Mars
- 2000: Vatel
- 2000: Der Zauber von Malèna (Malèna)
- 2002: Ripley’s Game (Il gioco di Ripley)
- 2004: Johannes XXIII. – Für eine Welt in Frieden (Il Papa buono)
- 2005: Fateless – Roman eines Schicksallosen (Sorstalanság)
- 2005: Karol – Ein Mann, der Papst wurde (Karol, un uomo diventato Papa)
- 2006: Karol – Papst und Mensch (Karol, un Papa rimasto uomo)
- 2006: A Crime
- 2006: Die Unbekannte (La sconosciuta)
- 2009: Baarìa (Baarìa – La porta del vento)
- 2012: Django Unchained
- 2013: The Best Offer – Das höchste Gebot (La migliore offerta)
- 2015: The Hateful Eight
- 2015: En mai, fais ce qu’il te plaît
- 2016: La corrispondenza

## Chartplatzierungen

### Alben
| Jahr | Titel                                         | Höchstplatzierung, Gesamtwochen, AuszeichnungChartplatzierungen (Jahr, Titel, Platzierungen, Wochen, Auszeichnungen, Anmerkungen) | Höchstplatzierung, Gesamtwochen, AuszeichnungChartplatzierungen (Jahr, Titel, Platzierungen, Wochen, Auszeichnungen, Anmerkungen) | Höchstplatzierung, Gesamtwochen, AuszeichnungChartplatzierungen (Jahr, Titel, Platzierungen, Wochen, Auszeichnungen, Anmerkungen) | Höchstplatzierung, Gesamtwochen, AuszeichnungChartplatzierungen (Jahr, Titel, Platzierungen, Wochen, Auszeichnungen, Anmerkungen) | Höchstplatzierung, Gesamtwochen, AuszeichnungChartplatzierungen (Jahr, Titel, Platzierungen, Wochen, Auszeichnungen, Anmerkungen) | Höchstplatzierung, Gesamtwochen, AuszeichnungChartplatzierungen (Jahr, Titel, Platzierungen, Wochen, Auszeichnungen, Anmerkungen) | Anmerkungen                                               |
| Jahr | Titel                                         | DE | AT | CH | UK | US | IT | Anmerkungen                                               |
| ---- | --------------------------------------------- | --- | --- | --- | --- | --- | --- | --------------------------------------------------------- |
| 1967 | A Fistful of Dollars                          | — | — | — | — | US107 (28 Wo.)US | — | Soundtrack zum Film Für eine Handvoll Dollar              |
| 1968 | The Good, the Bad and the Ugly                | — | — | — | — | US4 Gold · (52 Wo.)US | — | Soundtrack zum Film Zwei glorreiche Halunken              |
| 1971 | Spiel mir das Lied vom Tod                    | DE47 (4 Wo.)DE | — | — | — | — | — | Soundtrack zum Film Spiel mir das Lied vom Tod            |
| 1972 | Once Upon a Time in the West                  | — | — | CH86 (1 Wo.)CH | — | — | — | Soundtrack zum Film Spiel mir das Lied vom Tod            |
| 1981 | Sound Giganten                                | DE5 (13 Wo.)DE | — | — | — | — | — |                                                           |
| 1981 | This Is Ennio Morricone                       | — | — | — | UK23 (5 Wo.)UK | — | — |                                                           |
| 1981 | Chi Mai                                       | — | — | — | UK29 (6 Wo.)UK | — | — |                                                           |
| 1987 | The Mission                                   | — | — | — | UK73 Gold · (4 Wo.)UK | US132 (13 Wo.)US | IT87 (1 Wo.)IT | Soundtrack zum Film Mission Charteinstieg in IT erst 2020 |
| 1993 | Spiel mir das Lied vom Tod – The Very Best Of | DE77 (10 Wo.)DE | AT32 (2 Wo.)AT | — | — | — | — |                                                           |
| 2000 | The Very Best Of                              | — | — | — | UK48 Silber · (1 Wo.)UK | — | — |                                                           |
| 2004 | Movie Masterpieces                            | — | — | — | UK69 (1 Wo.)UK | — | — |                                                           |
| 2007 | Platinum Collection                           | — | — | — | — | — | IT33 Platin (2022) · (5 Wo.)IT | Charteinstieg in IT erst 2020                             |
| 2011 | Paradiso                                      | — | — | — | UK13 (5 Wo.)UK | — | — | mit Hayley Westenra                                       |
| 2016 | Quentin Tarantino’s „The Hateful Eight“       | DE82 (1 Wo.)DE | AT54 (2 Wo.)AT | — | — | — | — | Soundtrack zum Film The Hateful Eight                     |
| 2016 | Morricone 60                                  | DE75 (2 Wo.)DE | — | CH44 (2 Wo.)CH | UK84 (1 Wo.)UK | — | IT22 Gold · (43 Wo.)IT | mit dem Tschechischen Nationalen Symphonieorchester       |
| 2020 | De Sergio Leone à Quentin Tarantino           | — | — | CH26 (2 Wo.)CH | — | — | — |                                                           |
| 2020 | Morricone segreto                             | — | — | — | — | — | IT37 (5 Wo.)IT |                                                           |

grau schraffiert: keine Chartdaten aus diesem Jahr verfügbar

### Singles
| Jahr | Titel Album                                 | Höchstplatzierung, Gesamtwochen, AuszeichnungChartplatzierungen (Jahr, Titel, Album, Platzierungen, Wochen, Auszeichnungen, Anmerkungen) | Höchstplatzierung, Gesamtwochen, AuszeichnungChartplatzierungen (Jahr, Titel, Album, Platzierungen, Wochen, Auszeichnungen, Anmerkungen) | Höchstplatzierung, Gesamtwochen, AuszeichnungChartplatzierungen (Jahr, Titel, Album, Platzierungen, Wochen, Auszeichnungen, Anmerkungen) | Höchstplatzierung, Gesamtwochen, AuszeichnungChartplatzierungen (Jahr, Titel, Album, Platzierungen, Wochen, Auszeichnungen, Anmerkungen) | Höchstplatzierung, Gesamtwochen, AuszeichnungChartplatzierungen (Jahr, Titel, Album, Platzierungen, Wochen, Auszeichnungen, Anmerkungen) | Höchstplatzierung, Gesamtwochen, AuszeichnungChartplatzierungen (Jahr, Titel, Album, Platzierungen, Wochen, Auszeichnungen, Anmerkungen) | Anmerkungen |
| Jahr | Titel Album                                 | DE | AT | CH | UK | US | IT | Anmerkungen |
| ---- | ------------------------------------------- | --- | --- | --- | --- | --- | --- | --- |
| 1970 | Spiel mir das Lied vom Tod (Jill’s Theme) – | DE14 Gold · (30 Wo.)DE | — | CH2 (16 Wo.)CH | — | — | — | |
| 1974 | Mein Name ist Nobody –                      | DE44 (1 Wo.)DE | — | CH2 (14 Wo.)CH | — | — | — | |
| 1981 | Chi Mai –                                   | DE23 (15 Wo.)DE | AT4 (12 Wo.)AT | CH2 (13 Wo.)CH | UK2 Gold · (12 Wo.)UK | — | — | Titelmusik der BBC-Serie Life and Times of David Lloyd George sowie in den Filmen Maddalena (Come Maddalena), (1971) und Der Profi (Le professionel), (1981). |

## Auszeichnungen für Musikverkäufe
| Silberne Schallplatte - Europa (Impala) - 2012: für das Album Gold Edition - 2012: für das Album Super Gold Edition - Vereinigtes Königreich - 2023: für das Lied Gabriel’s Oboe Goldene Schallplatte - Argentinien - 1995: für das Album The Mission - Frankreich - 1977: für das Album La Musique d’Ennio Morricone - 1981: für die Single Chi Mai - 1981: für das Album Pour Une Poignée De Dollars - 1989: für das Album The Mission - Japan - 2002: für das Album Die Legende vom Ozeanpianisten - Kanada - 1988: für das Album The Mission - Niederlande - 2006: für das Album Guardians of the Clouds - Polen - 2019: für das Album 60 Years of Music - Ungarn - 2001: für das Album The Very Best Of | 2× Goldene Schallplatte - Frankreich - 1992: für das Album Il Etait Une Fois Platin-Schallplatte - Niederlande - 1978: für das Album Het gebeurde in het westen - Polen - 2000: für das Album The Mission - Portugal - 2004: für das Album Focus - Spanien - 2006: für das Album The Mission 2× Platin-Schallplatte - Frankreich - 2001: für das Album Le Professionel |

Anmerkung: Auszeichnungen in Ländern aus den Charttabellen bzw. Chartboxen sind in ebendiesen zu finden.
| Land/RegionAuszeichnungen für Musikverkäufe (Land/Region, Auszeichnungen, Verkäufe, Quellen) | Silber     | Gold       | Platin     | Verkäufe  | Quellen             |
| -------------------------------------------------------------------------------------------- | ---------- | ---------- | ---------- | --------- | ------------------- |
| Argentinien (CAPIF)                                                                          | —          | Gold1      | —          | 30.000    | capif.org.ar        |
| Deutschland (BVMI)                                                                           | —          | Gold1      | —          | 250.000   | Einzelnachweise     |
| Europa (Impala)                                                                              | 2× Silber2 | —          | —          | (40.000)  | Einzelnachweise     |
| Frankreich (SNEP)                                                                            | —          | 6× Gold6   | 2× Platin2 | 1.600.000 | infodisc.fr         |
| Italien (FIMI)                                                                               | —          | Gold1      | Platin1    | 100.000   | fimi.it             |
| Japan (RIAJ)                                                                                 | —          | Gold1      | —          | 100.000   | riaj.or.jp          |
| Kanada (MC)                                                                                  | —          | Gold1      | —          | 50.000    | musiccanada.com     |
| Niederlande (NVPI)                                                                           | —          | Gold1      | Platin1    | 135.000   | nvpi.nl             |
| Polen (ZPAV)                                                                                 | —          | Gold1      | Platin1    | 110.000   | olis.pl             |
| Portugal (AFP)                                                                               | —          | —          | Platin1    | 40.000    | Einzelnachweise     |
| Spanien (Promusicae)                                                                         | —          | —          | Platin1    | 100.000   | elportaldemusica.es |
| Ungarn (MAHASZ)                                                                              | —          | Gold1      | —          | 25.000    | slagerlistak.hu     |
| Vereinigte Staaten (RIAA)                                                                    | —          | Gold1      | —          | 500.000   | riaa.com            |
| Vereinigtes Königreich (BPI)                                                                 | 2× Silber2 | 2× Gold2   | —          | 760.000   | bpi.co.uk           |
| Insgesamt                                                                                    | 4× Silber4 | 17× Gold17 | 7× Platin7 |           |                     |

## Film
- Ennio Morricone – Der Maestro, Dokumentarfilm von Giuseppe Tornatore, Italien, 2021, 147 Min.[28]